# Galatheoidea
Super-famille
Les Galatheoidea forment une super-famille de crustacés décapodes du groupe des Anomura. Ces espèces sont communément appelées « galathées »

## Liste des familles
| Selon World Register of Marine Species (15 février 2016) : - famille Galatheidae Samouelle, 1819 - famille Munididae Ahyong, Baba, Macpherson, Poore, 2010 - famille Munidopsidae Ortmann, 1898 - famille Porcellanidae Haworth, 1825 | Selon ITIS (15 février 2016) : - famille Aeglidae Dana, 1852 - famille Chirostylidae Ortmann, 1892 - famille Galatheidae Samouelle, 1819 - famille Kiwaidae Macpherson, Jones & Segonzac, 2005 - famille Porcellanidae Haworth, 1825 |

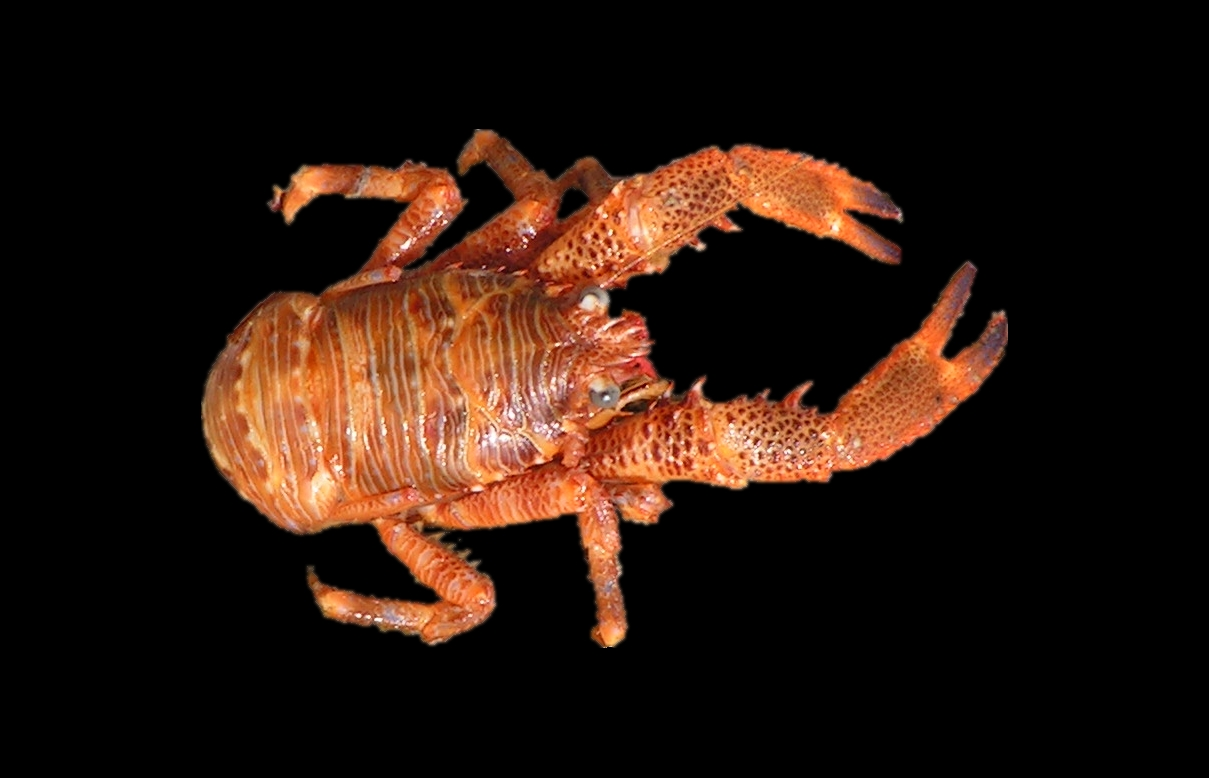
Galathea squamifera, un Galatheidae
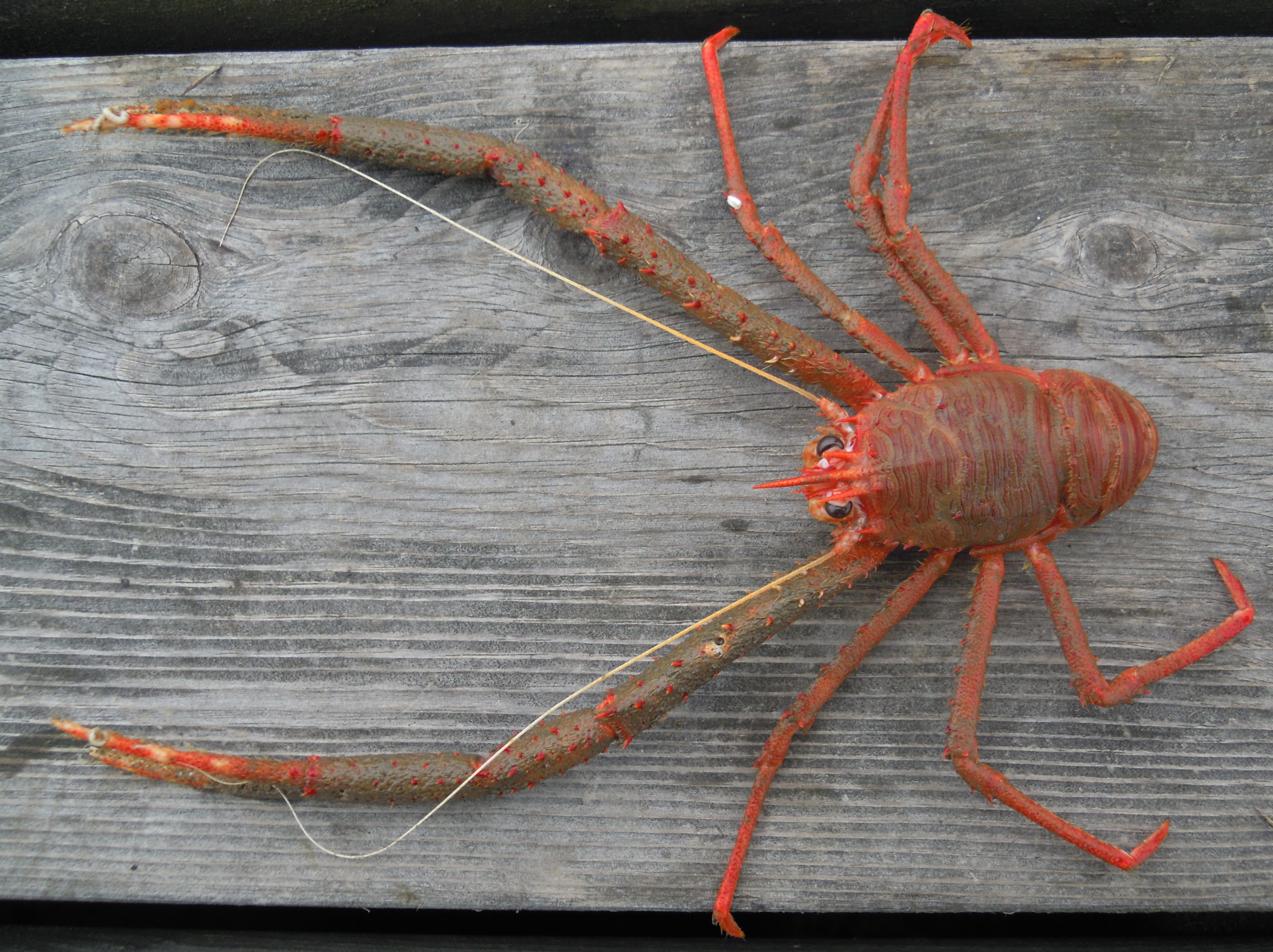
Munida rugosa, un Munididae
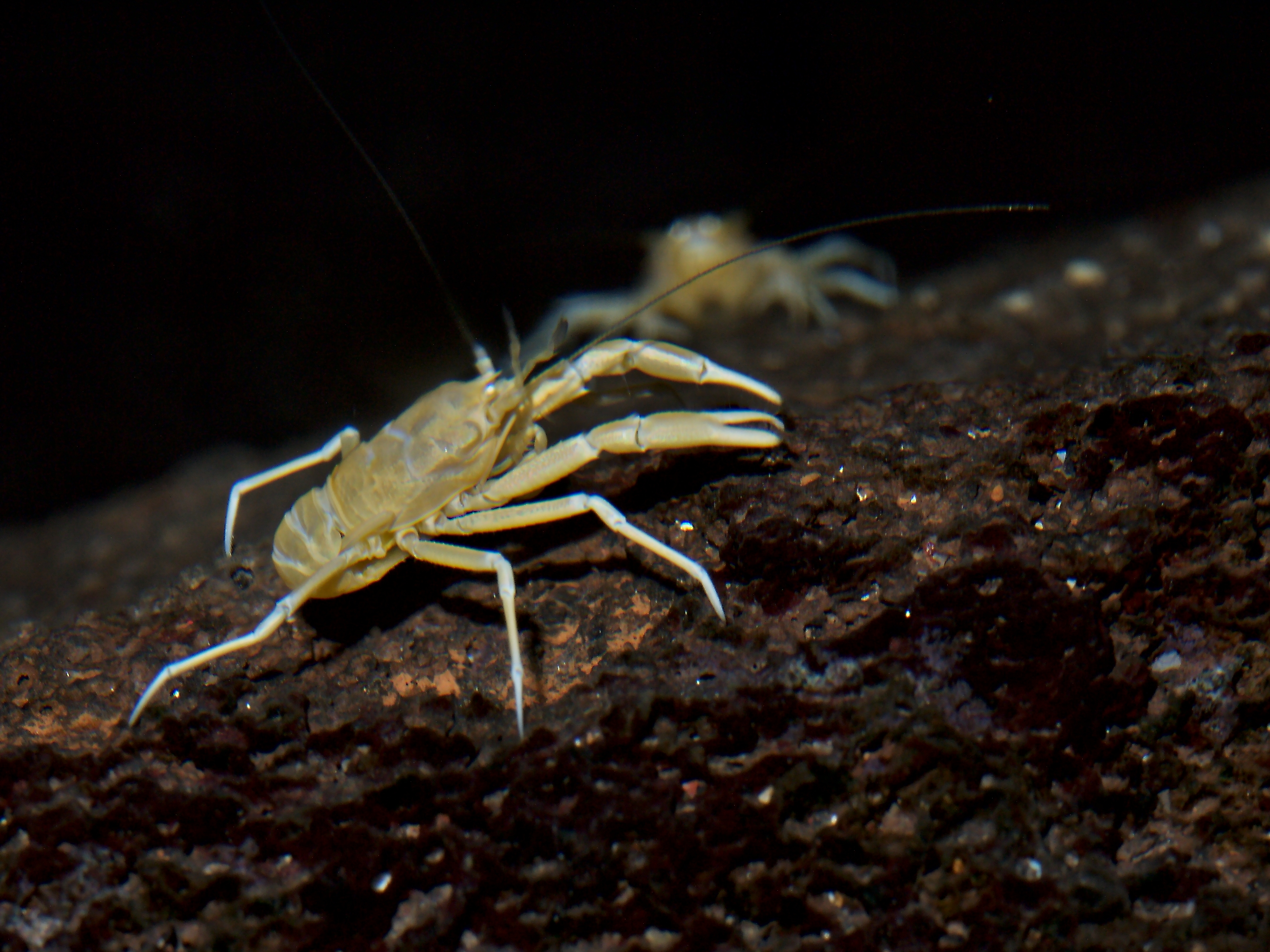
Munidopsis polymorpha, un Munidopsidae
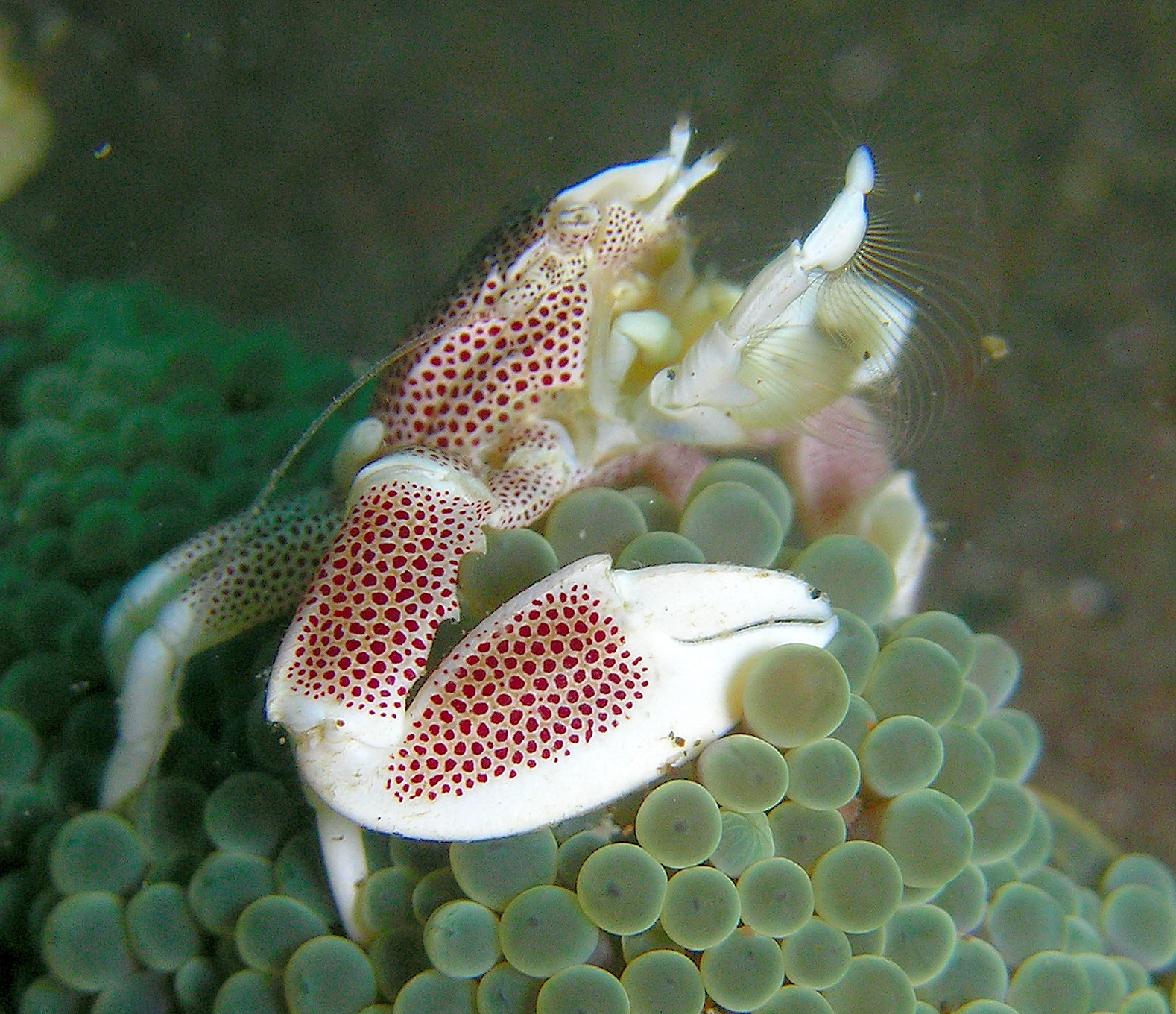
Neopetrolisthes maculatus, un Porcellanidae